# Ligue de football d'Occitanie
La Ligue de football d'Occitanie est un organe fédéral dépendant de la Fédération française de football créé le 19 novembre 2016 et chargé d'organiser les compétitions de football au niveau de l'Occitanie.
Conséquence de la réforme territoriale des régions, le ministère de la Jeunesse et des Sports impose à la FFF de calquer l'échelon des Ligues de football sur celle des nouvelles régions. C'est ainsi que le 19 novembre 2016 la Ligue de Midi-Pyrénées absorbe la Ligue du Languedoc-Roussillon pour créer la Ligue de football d'Occitanie.
La LFO qui a son siège social à Montpellier et son siège administratif et technique à Castelmaurou compte actuellement douze districts calqués sur les départements de l'Ariège, de l'Aude, de l'Aveyron, du Gers, de la Haute-Garonne, des Hautes-Pyrénées, de l'Hérault, du Lot, des Pyrénées-Orientales, du Tarn et de Tarn-et-Garonne ainsi que sur le regroupement au sein d'un même district, du Gard et de la Lozère. Le président de la Ligue est Guy Glaria, élu lors de l'assemblée générale du 9 novembre 2024.
La principale compétition organisée par la Ligue est le championnat de Régional 1 qui permet au champion de participer au National 3 la saison suivante. La Ligue organise également les deux autres échelons régionaux du football amateur masculin et s'occupe d'organiser les premiers tours de la Coupe de France de football ainsi que de gérer le football féminin, les compétitions de jeunes et le football diversifié au niveau régional.

## Histoire
En 2016, à la suite de la réforme territoriale, la FFF sous la pression du gouvernement oblige la Ligue de Midi-Pyrénées à absorber la Ligue du Languedoc-Roussillon afin de calquer l'organisation du football amateurs sur les nouvelles régions administratives.
Après de nombreuses tractations entre les deux instances, la fusion est prononcée le 19 novembre 2016 à la suite des deux assemblées générales extraordinaires des deux anciennes ligues et donne ainsi naissance à la Ligue de football d'Occitanie. En attendant l'assemblée générale élective devant se tenir avant le 31 janvier 2017, c'est Michel Charrancon ancien président de la Ligue de Midi-Pyrénées qui prend la direction de la ligue durant la période de transition, Maurice Martin, ancien président de la Ligue du Languedoc-Roussillon est quant à lui président délégué. Cependant, le siège social de la Ligue est positionné à Montpellier.
En décembre 2017, le président de la Ligue Maurice Martin décède et est remplacé par Michel Charrançon afin d'assurer l'intérim jusqu'à de prochaines élections. Mais la présidence par intérim de ce dernier rencontre des difficultés et débouche le 30 juin 2018 lors de l'assemblée générale extraordinaire devant élire le nouveau président en la personne de Guy Glaria, seul candidat, sur un statu quo. En effet, le boycott par une grande partie des clubs de l'ouest de la région lors des différents votes ne permet ni la révocation du comité directeur, ni l’élection de Guy Glaria. Maurice Charrançon reste donc président en attendant une mise probable mise sous tutelle de la Ligue par Noël Le Graët.
Lors de l'assemblée générale du 3 novembre 2018, Jean-Claude Couailles devient le nouveau président de la Ligue avec 68,5 % des voix. Ancien président du district Midi-toulousain, il a comme principal objectif de refermer la fracture entre les clubs des deux anciennes Ligues qui avait mené à la situation de crise du mois de juin 2018.
Lors de l'assemblée générale du 30 janvier 2021, Arnaud Dalla Pria devient le nouveau président de la Ligue de Football d’Occitanie, élu avec 53.66 % des voix par les électeurs du football régional face au président sortant. Il dirigera la LFO pour le mandat 2021-2024.
Lors de l'assemblée générale du 9 novembre 2024, Guy Glaria devient le nouveau président de la Ligue de Football d’Occitanie, élu avec 54.62 % des voix par les électeurs du football régional face au président sortant. Il dirigera la LFO pour le mandat 2024-2028.

## Structures de la Ligue
La Ligue d'Occitanie est régie par les dispositions de la loi du 1er juillet 1901 ainsi que par les textes législatifs et réglementaires applicables, y compris ceux relatifs à l’organisation du sport en France.
Extrait des principaux statuts de la Ligue

« Art. 8 — Objet
La Ligue assure la gestion du football sur le Territoire. Elle a plus particulièrement pour objet :
- d'organiser, de développer et de contrôler l'enseignement et la pratique du football, sous toutes ses formes, dans le Territoire ;
- de délivrer les titres régionaux et procéder aux sélections régionales ;
- de procéder à la délivrance des licences dans le Territoire ;
- de mettre en œuvre le projet de formation fédéral ;
- d'entretenir toutes relations utiles avec la FFF, les autres Ligues, les Districts, les groupements qui sont ou seront affiliés à la FFF, les pouvoirs publics et le mouvement sportif ;
- de défendre les intérêts moraux et matériels du football dans le Territoire ;

La Ligue exerce son activité par tous moyens de nature à lui permettre de développer la pratique du football et d’encourager les clubs qui y contribuent, notamment par l’organisation d’épreuves dont elle fixe les modalités et les règlements.
La Ligue, en tant qu’organe déconcentré de la FFF chargé d’une mission de service public déléguée par l’Etat, défend les valeurs fondamentales de la République française. La Ligue applique les dispositions de l’article 1.1 des Statuts de la FFF sur le Territoire. »

— Statuts de la LO

« Art. 11 — Organes de la Ligue
La Ligue comprend les organes suivants qui contribuent à son administration et à son fonctionnement :
- L’Assemblée Générale ;
- Le Comité de Direction ;
- Le Bureau.

La Ligue est représentée par le Président qui est membre du Comité de Direction. La Ligue constitue :
- une commission de surveillance des opérations électorales ;
- une commission régionale de contrôle des clubs dont la composition et les attributions sont fixées par le règlement de la Direction Nationale du Contrôle de Gestion ;
- toutes les commissions obligatoires ou utiles au fonctionnement de la Ligue. »

— Statuts de la LO

### Comité de direction
Les pouvoirs de direction au sein de la Ligue sont exercés par un Comité de Direction dont les membres sont élus pour
une durée de quatre ans par l’Assemblée Générale comme prévu à l’article 13 des statuts et qui expire au plus tard le 31 décembre qui suit les Jeux olympiques d'été.
Le comité de direction est composé de 33 membres :
- les douze Présidents de District, membres de droit,
- le représentant des clubs des championnats nationaux élus par ses pairs,
- dix membres n’appartenant pas à un comité directeur de District,
- un arbitre, répondant aux critères d’éligibilité du 13.2.2.a),
- un éducateur, répondant aux critères d’éligibilité du 13.2.2.b),
- une femme,
- un médecin.

### Compétitions organisées
La LFO organise les compétitions entre clubs à l'échelon de l'Occitanie, quelle que soit la catégorie d'âge.
Lors des saisons de transition 2016-2017 et 2017-2018, les comités des anciennes ligues sont restés maîtres de leurs championnat respectifs.
| Compétitions masculines - Coupe de France (tours régionaux) - Régional 1 (2 groupes de 14 clubs) - Régional 2 (4 groupes de 14 clubs) - Régional 3 (8 groupes de 12 clubs) - Coupe d'Occitanie - Régional 1 -20 ans (3 groupes de 9 à 11 clubs) - Coupe d'Occitanie -20 ans - Coupe Gambardella (tours régionaux) - Coupe d'Occitanie -19 ans - Régional 1 -18 ans (2 groupes de 10 clubs) - Régional 2 -18 ans (2 groupes de 12 clubs) - Régional 1 -17 ans (3 groupes de 10 clubs) - Coupe d'Occitanie -17 ans - Régional 1 -16 ans (2 groupes de 12 clubs) - Régional 2 -16 ans (2 groupes de 12 clubs) - Régional 1 -15 ans (3 groupes de 12 clubs) - Coupe d'Occitanie -15 ans - Régional 1 -14 ans (4 groupes de 12 clubs) Compétitions féminines - Coupe de France (tours régionaux) - Régional 1 (1 groupe de 12 clubs) - Régional 2 - Phase 1 (3 groupes de 8 clubs) - Régional 2 - Phase 2 (4 groupes de 6 clubs) - Coupe d'Occitanie - Régional 1 -18 ans (1 groupe de 11 clubs) - Territorial -18 ans (A venir) - Élite -15 ans (A venir) - Territorial -15 ans (A venir) - Coupe d'Occitanie -18 ans - Challenge féminin -15 ans - Coupe d'Occitanie -15 ans | Autres types de compétitions - Coupe nationale de football d'entreprise (tours régionaux) - Régional 1 Entreprise (A venir) - Coupe d'Occitanie de football d'entreprise - Coupe de France de futsal (tours régionaux) - Régional 1 futsal (1 groupe de 10 clubs) - Régional 2 futsal (3 groupes de 8 clubs) - Coupe d'Occitanie de futsal - Challenge national futsal féminin (tours régionaux) - Régional 1 futsal féminin (A venir) - Champ. Rég. de Beach-Soccer (A venir) - Champ. Rég. de Beach-Soccer fém. (A venir) |

### Sélections et équipes de la Ligue
Les ligues françaises de football ont le pouvoir de sélectionner des joueurs issus de leur championnats régionaux afin de créer une équipe régionale qui peut participer à des compétitions nationales et internationales.
La Ligue présente ainsi pour la première fois une équipe lors des éliminatoires de la l'édition 2016-2017 de la Coupe des régions de l'UEFA. Après être venu à bout de  l'équipe de Corse (3-2), les occitans chutent au second tour face à l'équipe d'Auvergne-Rhône-Alpes (0-4).
En 2018, la Ligue forme pour la première fois une équipe de Beach soccer féminine qui participe aux finales nationales en parallèle du championnat de clubs masculins. Les féminines s'imposent dans ce tournoi en remportant leurs trois matchs face au sélections du Grand-Est, des Hauts-de-France et de Méditerranée.

## Les clubs de la Ligue au niveau national

### Palmarès des principaux clubs de la LFO
Parmi les clubs de la LFO, seulement huit clubs ont déjà évolué en première division.
Si le FC Sète a remporté deux fois la compétition dans les années 1930,, il a fallu attendre soixante-treize ans pour voir un club occitan lui succéder comme champion de France et la victoire du Montpellier HSC en 2012. Notons tout de même que ces deux clubs ont remporté deux coupes de France chacun,, et sont les seuls clubs régionaux à avoir réussi cette performance avec le Toulouse FC de 1937 aujourd'hui disparu mais également le Toulouse FC de 1970 qui l'emporte en 2023. Bien qu'il porte le même nom, les deux clubs n'ont aucun lien.
Le Nîmes Olympique est le seul club régional à avoir remporté la coupe Charles Drago.
Parmi les quatre autres clubs passés par la première division trois n'y sont pas restés longtemps : l'Olympique d'Alès pour six saisons, le SC Nîmois pour trois saisons et l'AS Béziers pour une seule saison.
FC Sète
Championnat de France (2 titres) : 1934* et 1939*
Coupe de France (2 titres) : 1930* et 1934*
Toulouse FC (1937)
Coupe de France (1 titre) : 1957***
Toulouse FC
Coupe de France (1 titre) : 2023
Montpellier Hérault SC
Championnat de France (1 titre) : 2012**
Coupe de France (2 titres) : 1929* et 1990**
Nîmes Olympique
Coupe Charles Drago (1 titre) : 1956*
* Ces titres sont obtenus alors que les clubs sont affiliés à la Ligue du Sud-Est.
** Ces titres sont obtenus alors que les clubs sont affiliés à la Ligue du Languedoc-Roussillon.
*** Ces titres sont obtenus alors que les clubs sont affiliés à la Ligue de Midi-Pyrénées.
Domination de l'Occitanie depuis sa création en 2016
- De 2016 à 2024 : Club le mieux classé en division nationale.

### Clubs évoluant en divisions nationales
| \| Légende : Ligue 1 Ligue 2 National National 2 National 3 Toulouse FC Montpellier HSC Rodez AF Nîmes Olympique Olympique d'Alès RCO Agathois Stade beaucairois Blagnac FC Canet Roussillon FC FC Albères Argelès Onet-le-Château Football US Castanéenne US Colomiers Tarbes PF \| Clubs évoluant dans des divisions nationales. |
| Légende : Ligue 1 Ligue 2 National National 2 National 3 Toulouse FC Montpellier HSC Rodez AF Nîmes Olympique Olympique d'Alès RCO Agathois Stade beaucairois Blagnac FC Canet Roussillon FC FC Albères Argelès Onet-le-Château Football US Castanéenne US Colomiers Tarbes PF                                                     |

Quatorze clubs et deux réserves professionnelles de la région évoluent à un niveau national lors de la saison 2025-2026 :
Le Toulouse FC, qui évoluent en Ligue 1 pour la quatrième saison consécutive.
Le Rodez AF, qui entame sa sixième saison consécutive en Ligue 2, et le Montpellier HSC, relégués de première division la saison passée.
Le Nîmes Olympique qui évolue en National 2 après avoir été relégués de National la saison passée.
Le RCO Agathois et le Stade beaucairois entament respectivement leur quatorzième et septième saison consécutive en National 3 tandis que le FC Albères Argelès et l'US Castanéenne entame leur sixième saison consécutive à ce niveau et que la réserve du Montpellier HSC, l'Onet-le-Château Football et l'US Colomiers entame leur quatrième saison consécutive à ce niveau. Le Canet Roussillon FC et le Blagnac FC entament quand à eux leur troisième saison consécutive à ce niveau alors que l'Olympique d'Alès et la réserve du Toulouse FC entament leur deuxième saison à ce niveau.
Outre ces équipes se maintenant à ce niveau, le Tarbes PF est promu de Régional 1.

### Principales équipes féminines
| \| Légende Ligue 1 Ligue 2 Division 3 Montpellier HSC Rodez AF Toulouse FC ASPTT Albi Marssac TF Montauban FCTG \| Clubs féminins évoluant dans des divisions nationales. |
| Légende Ligue 1 Ligue 2 Division 3 Montpellier HSC Rodez AF Toulouse FC ASPTT Albi Marssac TF Montauban FCTG                                                              |

Seulement onze clubs féminins ont déjà atteint un des deux meilleurs niveaux nationaux, Ligue 1 (Ex-Division 1) ou Ligue 2 (Ex-Division 2), depuis leur création en 1974 :
Le Montpellier HSC qui évolue lors de la saison 2025-2026 en Ligue 1 pour la vingt-neuvième saison consécutive et qui possède déjà de nombreux titres nationaux ainsi que quatre participations à la Ligue des champions féminine de l'UEFA,.
Le Toulouse FC qui entame sa deuxième saison Ligue 2 et qui a déjà connu l'élite nationale de nombreuses saisons, remporté de nombreux titres nationaux et participé à deux Ligue des champions féminine de l'UEFA.
Les toulousaines évolue dans cette division avec le Rodez AF qui entame sa troisième saison à ce même niveau après avoir connus de nombreuses années dans l'élite.
L'ASPTT Albi Marssac TF, le Montauban FCTG et la réserve du Montpellier HSC vont quand à eux évolué pour la deuxième saison en Division 3.
Le FF Nîmes MG qui évolue en division régionale après avoir été relégué de Division 3 la saison précédente, a également connu la première et la deuxième division.
L'ES Port-la-Nouvelle qui a évolué une saison en première division lors du Championnat de France 1986-1987, l'ES Saint-Simon qui a évolué dix saisons en première division sous le nom de Toulouse Olympique Mirail, l'AS Muretaine qui a évolué douze saisons en première division et l'ES Sainte Christie-Preignan qui a évolué plusieurs saison en deuxième division et dont les sections féminines n'existent plus aujourd'hui. 
Palmarès national des clubs régionaux
Toulouse FC
Championnat de France (4 titres) : 1999**, 2000**, 2001** et 2002**
Challenge de France (1 titre) : 2002**
Montpellier HSC
Championnat de France (2 titres) : 2004* et 2005*
Challenge de France/Coupe de France (3 titres) : 2006*, 2007* et 2009*
ASPTT Albi Marssac TF
Championnat de France de Division 2 (1 titre) : 2014**
* Ces titres sont obtenus alors que le club est affilié à la Ligue du Languedoc-Roussillon.
** Ces titres sont obtenus alors que les clubs sont affiliés à la Ligue de Midi-Pyrénées.

### Principales équipes de jeunes
| \| Nîmes Olympique Montpellier HSC Fém. Toulouse FC Fém. USJ Toulousains AS Béziers US Colomiers Rodez AF Entente Saint-Clément Montferrier US Albigeoise RCO Agathois Balma SC \| Equipes de jeunes évoluant au niveau national |
| Nîmes Olympique Montpellier HSC Fém. Toulouse FC Fém. USJ Toulousains AS Béziers US Colomiers Rodez AF Entente Saint-Clément Montferrier US Albigeoise RCO Agathois Balma SC                                                     |

Championnat National U19
Quatre équipes régionales participent au Championnat National U19 lors de la saison 2025-2026, il s'agit du Montpellier HSC, du Toulouse FC, du Balma SC et de l'US Colomiers.
Championnat National U17
Neuf équipes régionales participent au Championnat National U17 lors de la saison 2025-2026, il s'agit du Montpellier HSC, du Toulouse FC, du Nîmes Olympique, de l'AS Béziers, du Rodez AF, de l'USJ Toulousains, de l'Entente Saint-Clément-Montferrier, de l'US Albigeoise et du RCO Agathois.
Championnat National féminin U19
Deux équipes régionales participent au Challenge National U19 lors de la saison 2025-2026, il s'agit du Montpellier HSC et du Toulouse FC.
Palmarès national des équipes de jeunes régionales
Montpellier HSC
Coupe Gambardella (3 titres) : 1996*, 2009*, 2017
Champion de France des moins de 19 ans (1 titre) : 2018
Championnat de France cadets (1 titre) : 1990*
Montpellier HSC (féminines)
Challenge national féminin U19 (4 titres) : 2011*, 2012*, 2013*, 2018
Nîmes Olympique
Coupe Gambardella (4 titres) : 1961**, 1966**, 1969**, 1977**
Championnat de France cadets (2 titres) : 1975**, 1982*
Toulouse Football Club
Coupe Gambardella (1 titre) : 2005***
Champion de France des moins de 17 ans (1 titre) : 2022
* Ces titres sont obtenus alors que le club est affilié à la Ligue du Languedoc-Roussillon.
** Ces titres sont obtenus alors que le club est affilié à la Ligue du Sud-Est.
*** Ce titre est obtenu alors que le club est affilié à la Ligue de Midi-Pyrénées 

### Principaux clubs de football diversifié
Le football diversifié concernent les disciplines de tous les sports de balle au pied affiliés au sein de la FIFA. Localement elle concerne le Football entreprise, le futsal et le beach soccer.

#### Football entreprise
Il n'existe plus aujourd'hui de division nationale de Football Entreprise. Cependant, chaque année, les ligues ont la charge d'organiser une phase éliminatoire permettant d'envoyer un nombre de clubs défini par la FFF en phase finale (16e de finale) de la Coupe de France.
Palmarès national des équipes entreprises
GS Marcel Nicollin Montpellier
Championnat de France (10 titres) : 1997*, 1999*, 2000*, 2001*, 2002*, 2004*, 2005*, 2006*, 2008*, 2009*
Coupe de France (7 titres) : 1999*, 2000*, 2001*, 2004*, 2007*, 2008*, 2009*
Buzichelli Toulouse
Championnat de France (4 titres) : 1982**, 1984**, 1985**, 1987**
Coupe de France (4 titres) : 1977**, 1979**, 1985**, 1987**
Municipaux de Montpellier
Coupe de France (2 titres) : 1975*, 1980*
AS Laboratoires Fabre Castres
Championnat de France (2 titres) : 1991**, 1993**
Coupe de France (2 titres) : 1990**, 2002**
Halles-Présence Montpellier
Coupe de France (1 titre) : 1970*
* Ces titres sont obtenus alors que le club est affilié à la Ligue du Languedoc-Roussillon.
** Ces titres sont obtenus alors que les clubs sont affiliés à la Ligue de Midi-Pyrénées.

#### Futsal
Au niveau national, le futsal compte deux divisions au sein desquelles évoluent quatre clubs régionaux. L'USJ Toulousains et le Montpellier Méditerranée Futsal disputent respectivement leur neuvième et deuxième saison en Division 1. Le Plaisance All-Stars et l'Empire Futsal Perpignan en Division 2.
Le Beaucaire Futsal a été relégué en division régionale à l'issue de la saison 2023-2024, après avoir passé plusieurs années au niveau national.
Depuis la saison 2022-2023, il existe également un Challenge National Féminin pour lesquels les Ligues peuvent envoyer des représentantes en phase nationale et lors de la saison 2023-2024, un Challenge National des moins de 18 ans est créé pour lequel l'USJ Toulousains atteins la finale.
Palmarès national des équipes de futsal
Montpellier Méditerranée Futsal
Championnat de France de D2 (1 titre) : 2016*
Beaucaire Futsal
Championnat de France de D2 (1 titre) : 2018
* Ces titres sont obtenus alors que le club est affilié à la Ligue du Languedoc-Roussillon.

#### Beach soccer
Il n'existe pas aujourd'hui de division nationale de Beach soccer, chaque année les ligues ont la charge d'organiser une phase éliminatoire permettant d'envoyer un nombre de clubs défini par la FFF au National Beach Soccer.
C'est dernières années deux équipes de la Ligue ce sont particulièrement démarquées, le Grande Motte Pyramide BS et le Montpellier HBS, mais également dans les années 2010, le BS Palavasien ou l'USJ Toulousains.
Palmarès national des équipes de Beach soccer
Grande Motte Pyramide BS
Championnat de France (5 titres) : 2015*, 2016*, 2018, 2019 et 2022
* Ces titres sont obtenus alors que le club est affilié à la Ligue du Languedoc-Roussillon.

## Les clubs de la Ligue au niveau régional

### Palmarès des compétitions régionales
La ligue organise trois divisions régionales ainsi que deux divisions féminines et les différentes coupes d'Occitanie.
Il existe entre 2017 et 2023 un groupe de National 3 organisées par la Ligue et composé uniquement de clubs régionaux.
Entre 2020 et 2022, plusieurs compétitions sont annulées à cause de la pandémie de Covid-19.
| Saison    | Champion d'Occitanie Masculin (National 3-Régional 1)                   | Coupe d'Occitanie Masculine                                             | Champion d'Occitanie Féminin (Régional 1)                               | Coupe d'Occitanie Féminine                                              |
| --------- | ----------------------------------------------------------------------- | ----------------------------------------------------------------------- | ----------------------------------------------------------------------- | ----------------------------------------------------------------------- |
| 2017-2018 | Nîmes Olympique rés.                                                    | AS Frontignan AC                                                        | Non organisé                                                            | Olympique d'Alès                                                        |
| 2018-2019 | Montpellier HSC rés.                                                    | US Castanéenne                                                          | Non désigné                                                             | Montpellier HSC                                                         |
| 2019-2020 | Canet-Roussillon FC                                                     | Covid-19                                                                | Non désigné                                                             | Covid-19                                                                |
| 2020-2021 | Compétitions non organisées lors de cette saison pour cause de Covid-19 | Compétitions non organisées lors de cette saison pour cause de Covid-19 | Compétitions non organisées lors de cette saison pour cause de Covid-19 | Compétitions non organisées lors de cette saison pour cause de Covid-19 |
| 2021-2022 | Olympique d'Alès                                                        | Covid-19                                                                | Non désigné                                                             | Covid-19                                                                |
| 2022-2023 | AS Béziers                                                              | Canet-Roussillon FC                                                     | Toulouse FC                                                             | Montpellier HSC                                                         |
| 2023-2024 | USS Aigues-Mortes                                                       | La Clermontaise Football                                                | Montpellier HSC rés.                                                    | Montpellier HSC                                                         |
| 2024-2025 | Tarbes PF                                                               | GC Lunel                                                                | Montpellier ASPTT                                                       | Toulouse FC                                                             |
| 2025-2026 |                                                                         |                                                                         |                                                                         |                                                                         |

Le record du nombre de titres de champion d'Occitanie est détenu par chacune des sept équipes ayant remporté le titre une fois depuis la création de la Ligue.
Le record du nombre de titre obtenu en Coupe d'Occitanie est détenu par chacune des cinq équipes ayant remporté le titre une fois depuis la création de la Ligue.
Le Canet-Roussillon FC est le seul club à avoir remporté les deux compétitions.
Chez les féminines, le record du nombre de titres de championne d'Occitanie est co-détenu par le Montpellier Hérault SC, le Montpellier ASPTT et le Toulouse FC alors le record du nombre de titre obtenu en Coupe d'Occitanie est détenu par le Montpellier HSC.
| Club                     | Champ. | Coupe |
| ------------------------ | ------ | ----- |
| Canet-Roussillon FC      | 1      | 1     |
| Nîmes Olympique          | 1      | 0     |
| Montpellier HSC          | 1      | 0     |
| Olympique d'Alès         | 1      | 0     |
| AS Béziers               | 1      | 0     |
| USS Aigues-Mortes        | 1      | 0     |
| Tarbes PF                | 1      | 0     |
| AS Frontignan AC         | 0      | 1     |
| US Castanéenne           | 0      | 1     |
| La Clermontaise Football | 0      | 1     |
| GC Lunel                 | 0      | 1     |

| Club              | Champ. | Coupe |
| ----------------- | ------ | ----- |
| Montpellier HSC   | 1      | 3     |
| Toulouse FC       | 1      | 1     |
| Montpellier ASPTT | 1      | 0     |
| Olympique d'Alès  | 0      | 1     |

| Département         | Champ. Masc. | Coupe Masc. | Champ. Fém. | Coupe Fém. | Total |
| ------------------- | ------------ | ----------- | ----------- | ---------- | ----- |
| Hérault             | 2            | 3           | 2           | 3          | 10    |
| Gard                | 3            | 0           | 0           | 1          | 4     |
| Haute-Garonne       | 0            | 1           | 1           | 1          | 3     |
| Pyrénées-Orientales | 1            | 1           | 0           | 0          | 2     |
| Hautes-Pyrénées     | 1            | 0           | 0           | 0          | 1     |

### Organisation des divisions régionales masculines
Trois divisions sont placées sous la responsabilité de la Ligue de football d'Occitanie :
- le Régional 1 (division 6, 2 groupes de 14 clubs) : les vainqueurs des deux groupes accèdent au championnat de National 3 alors que les deux moins bonnes équipes de chaque groupes sont reléguée en Régional 2. Cependant, en fonction du nombre de relégation depuis le National 3, d'autres mesures de relégations pourront être mise en œuvre.
- le Régional 2 (division 7, 4 groupes de 14 clubs) : les vainqueurs des quatre groupes accèdent au championnat de Régional 1 alors que les deux moins bonnes équipes de chaque groupes sont reléguée en Régional 3. Cependant, en fonction du nombre de relégation supplémentaires depuis le National 3, d'autres mesures de promotions ou relégations pourront être mise en œuvre.
- le Régional 3 (division 8, 8 groupes de 12 clubs) : les vainqueurs des quatre groupes accèdent au championnat de Régional 2 alors que les deux moins bonnes équipes de chaque groupes sont reléguée en Départemental 1. Cependant, en fonction du nombre de relégation supplémentaires depuis le National 3, d'autres mesures de promotions ou relégations pourront être mise en œuvre.
- les douze équipes promues depuis les divisions départementales sont les meilleures équipes des districts et les dauphins des districts les plus importants en fonction du nombre de place à pourvoir.

### Organisation des divisions régionales féminines
Deux divisions sont placées sous la responsabilité de la Ligue de football d'Occitanie :
- le Régional 1 (division 4, 1 groupe de 12 clubs) : Le vainqueur accède à la Phase d'Accession en Division 3 face aux meilleures équipes des autres ligues alors que les deux derniers sont relégués en Régional 2.
- le Régional 2 (division 5) est divisé en 2 phases :
  - Phase 1 (3 groupes de 8 clubs) : Dans chaque groupe, les deux premiers accèdent à la phase Phase d’accession au Régional 1 alors que les six autres participent à la phase de maintien.
  - Phase 2 (1 groupe accession de 6 clubs et 3 groupes maintien de 6 clubs) : Les deux premiers du groupe accession accèdent au Régional 1 alors que les deux moins bonnes équipes de chaque groupe de maintien sont remise à disposition de leurs districts.
- la Ligue laisse à chaque district la responsabilité d'organiser le football féminin comme il l'entend (Foot à 8 ou à 11, une ou deux phases...), cependant elle organise un championnat féminin territorial d'Occitanie qui permet de qualifier les six équipes qui monteront en Régional 2.

Le nombre de relégations dépends également du nombre de clubs régionaux relégués depuis la Division 3.

### Organisation des équipes de jeunes régionales
Six catégories d'âge masculines sont présentes pour cette saison 2025-2026 au niveau de la Ligue ainsi que deux catégories d'âge féminines, les catégories d'âge inférieures étant à la charge des districts.
Le système est plus complexe en termes de promotions relégations que les divisions seniors, car les changements de division basé sur les résultats sportifs d'une saison donnée, influent sur la composition des divisions de la catégorie d'âge supérieure de la saison suivante. Cela permet ainsi à une génération de joueurs de profiter tout au long de leur parcours des résultats qu'ils ont eux-mêmes obtenus.
Catégorie d'âge -20 ans masculine
Une division -20 ans est placé sous la responsabilité de la Ligue de football d'Occitanie :
- le Régional 1 (division 1, 3 groupes de 9 à 11 clubs) : Il n'y a pas de promotion ou de relégation à l'issue de ce championnat, les équipes qui y participent sont acceptées sur invitation suivant l'ordre de priorité suivant dans la limite de 36 clubs[1] :
  - équipes dont le club avait une équipe engagée en Championnat National U19 lors de la saison 2024-2025.
  - équipes dont le club avait une équipe engagée en Régional 1 ou Régional 2 -18 ans lors de la saison 2024-2025.
  - équipes dont le club avait une équipe senior engagée en National 3 lors de la saison 2024-2025.
  - équipes dont le club avait une équipe senior engagée en Régional 1 lors de la saison 2024-2025.
  - équipes dont le club avait une équipe senior engagée en Régional 2 lors de la saison 2024-2025.
  - équipes dont le club avait une équipe senior engagée en Régional 3 lors de la saison 2024-2025.

Catégorie d'âge -18 ans masculine
Deux divisions -18 ans sont placées sous la responsabilité de la Ligue de football d'Occitanie :
- le Régional 1 (division 2, 2 groupes de 10 clubs) : les premiers de chaque groupe s'affrontent pour le titre régional et pour accéder au Championnat National U19, alors que les autres équipes auront le droit de participer au Régional 1 -20 ans[1].
- le Régional 2 (division 3, 2 groupes de 12 clubs) : il n'y a pas de promotion-relégation à l'issue de ce championnat, l'ensemble des équipes ayant le droit de participer au Régional 1 -20 ans la saison suivante[1].

Catégorie d'âge -17 ans masculine
Une division -17 ans est placé sous la responsabilité de la Ligue de football d'Occitanie :
- le Régional 1 (division 1, 3 groupes de 10 clubs) : les équipes placés de la première à la sixième place et les deux meilleurs septième de chaque groupe sont qualifiées pour le championnat de Régional 1 -18 ans la saison suivante hors relégation depuis le Championnat National U17, alors que les autres équipes seront mis à disposition du championnat de Régional 2 -18 ans[1].

La Ligue organise également les barrages entre les clubs de districts issus des championnats départementaux -17 ans afin de compléter les groupes et qui rejoindront les champions départementaux de la Haute-Garonne, de l'Hérault et du Gard-Lozère qualifié d'office pour le championnat de Régional 2 -18 ans.
Catégorie d'âge -16 ans masculine
Deux divisions -16 ans sont placées sous la responsabilité de la Ligue de football d'Occitanie :
- le Régional 1 (division 2, 2 groupes de 12 clubs) : les premiers de chaque groupe s'affrontent pour le titre régional et pour accéder au Championnat National U17, alors que les équipes placées de la deuxième à la neuvième place de chaque groupe sont qualifiées pour le championnat de Régional 1 -17 ans la saison suivante et que les trois derniers de chaque groupe sont remis à la disposition de leurs districts dans la catégorie d'âge adéquate[1].
- le Régional 2 (division 3, 2 groupes de 12 clubs) : les équipes placées de la première à la septième place de chaque groupe sont qualifiées pour le championnat de Régional 1 -17 ans la saison suivante, alors que les autres équipes sont remises à la disposition de leurs districts dans la catégorie d'âge adéquate[1].

Lors de la saison 2024-2025, les équipes terminant premières de leurs groupes montent en Championnat National U17.
Catégorie d'âge -15 ans masculine
Une division -15 ans est placées sous la responsabilité de la Ligue de football d'Occitanie :
- le Régional 1 (division 1, 3 groupes de 12 clubs) : les équipes placées de la première à la huitième place de chaque groupe sont qualifiées pour le championnat de Régional 1 -16 ans la saison suivante, alors que les autres équipes participeront au championnat de Régional 2 -16 ans[1].

La Ligue organise également les barrages entre neuf clubs de districts issus des championnats départementaux -15 ans afin de n'en retenir que 6 qui rejoindront les trois meilleures équipes de la Haute-Garonne, les deux meilleures de l'Hérault et le champion du Gard-Lozère.
Catégorie d'âge -14 ans masculine
Une division -14 ans est placées sous la responsabilité de la Ligue de football d'Occitanie :
- le Régional 1 (division 1, 4 groupes de 12 clubs) : les équipes placées de la première à la neuvième place de chaque groupe lors de la phase 1 sont qualifiées pour la phase 2 du championnat en compagnie de 12 équipes issue des phases 1 des championnats territoriaux de district, alors que les autres équipes participent à la phase 2 de ces mêmes championnats. A l'issue de la phase 2, les équipes placées de la première à la neuvième place de chaque groupe sont qualifiées pour le championnat de Régional 1 -15 ans la saison suivante, alors que les autres sont remis à la disposition de leurs districts dans la catégorie d'âge adéquate. Les équipes participant à la phase 2 du championnat s'assurent une place en Régional 1 -14 ans la saison suivante[1].

Catégorie d'âge -18 ans féminine
Deux divisions -18 ans sont placées sous la responsabilité de la Ligue de football d'Occitanie :
- le Régional 1 (division 2, 1 groupes de 11 clubs) : le champion régional se qualifie pour la Phase d'Accession Nationale en Championnat National U19, alors que l'équipe terminant à la dernière place du championnat est remise à la disposition de son district[1].
- le Championnat Territoire (division 3, à venir) : cette compétition étant une compétition sur engagement, les modalités de fin de saisons sont laissé à l'approbation de la Commission Régionale des Compétitions[1].

Catégorie d'âge -15 ans féminine
Deux divisions -15 ans sont placées sous la responsabilité de la Ligue de football d'Occitanie :
- le Championnat Élite (division 1, à venir) : cette compétition étant une compétition sur engagement, les modalités de fin de saisons sont laissé à l'approbation de la Commission Régionale des Compétitions[1].
- le Championnat Territoire (division 2, à venir) : cette compétition étant une compétition sur engagement, les modalités de fin de saisons sont laissé à l'approbation de la Commission Régionale des Compétitions[1].

### Organisation du football diversifié régional

#### Football entreprise régional
Une division de football entreprise est placée sous la responsabilité de la Ligue de football d'Occitanie :
- le Régional 1 (division 1, à venir) : lors de la première phase, les neuf équipes s'affrontent à une reprise, puis les meilleurs sont placé dans un groupe Elite et les autres équipes dans une groupe Espoir. Le premier du groupe élite est sacré champion d'Occitanie, il n'y a pas de système de promotion-relégation dans ce championnat[1].

#### Futsal régional
Deux divisions masculines sont présentes pour cette saison 2025-2026 au niveau de la Ligue ainsi qu'une division féminine.
Futsal masculin
Deux divisions sont placées sous la responsabilité de la Ligue de football d'Occitanie : le Régional 1 et le Régional 2 :
- le Régional 1 (division 3, 1 groupe de 10 clubs) : Le vainqueur accède à la Phase d’Accession Interrégionale Futsal en Division 2 face aux meilleures équipes des autres ligues alors que les trois derniers sont relégués en Régional 2.
- le Régional 2 (division 4, 3 groupes de 8 clubs)) : Dans chaque groupe, les premiers accèdent au Régional 1 alors que les deux moins bonnes équipes sont remise à disposition de leurs districts.

Le nombre de relégations dépends également du nombre de clubs régionaux relégués depuis la Division 2.
Futsal féminin
Une division est placée sous la responsabilité de la Ligue de football d'Occitanie :
- le Régional 1 (division 1, à venir) : le premier obtient le titre régional. Il n'y a pas de promotion ou de relégation à l'issue de ce championnat[1].

#### Beach Soccer régional
Deux championnat régional de Beach Soccer sont organisés durant le mois de juin 2024, un championnat masculin et un championnat féminin.
Le championnat masculin est composé de 8 équipes régionales dont le quintuple champion de France, le Grande Motte Pyramide BS, mais également le Montpellier HBS régulièrement qualifié en phase nationale.
À noter que les clubs présents à ce niveau sont en grande majorité issus de l'Hérault (7/8), le Montauban BS est issu d'un autre département.
Le championnat féminin est composé de 3 équipes régionales.
À noter que les clubs présents à ce niveau sont tous issus de la ville de Montpellier.

## Compétitions des districts départementaux de la Ligue
La LFO est composée de douze districts calqués sur les départements de l'Ariège, de l'Aude, de l'Aveyron, du Gers, de la Haute-Garonne, des Hautes-Pyrénées, de l'Hérault, du Lot, des Pyrénées-Orientales, du Tarn et de Tarn-et-Garonne ainsi que sur le regroupement au sein d'un même district, du Gard et de la Lozère.
| Districts départementaux | Division 9      | Division 10     | Division 11     | Division 12     | Division 13     |
| ------------------------ | --------------- | --------------- | --------------- | --------------- | --------------- |
| Ariège                   | Départemental 1 | Départemental 2 | Départemental 3 | Départemental 4 |                 |
| Aude                     | Départemental 1 | Départemental 2 | Départemental 3 | Départemental 4 |                 |
| Aveyron                  | Départemental 1 | Départemental 2 | Départemental 3 | Départemental 4 | Départemental 5 |
| Gard                     | Départemental 1 | Départemental 2 | Départemental 3 | Départemental 4 |                 |
| Lozère                   | Départemental 1 | Départemental 2 | Départemental 3 | Départemental 4 |                 |
| Gers                     | Départemental 1 | Départemental 2 | Départemental 3 |                 |                 |
| Haute-Garonne            | Départemental 1 | Départemental 2 | Départemental 3 | Départemental 4 | Départemental 5 |
| Hautes-Pyrénées          | Départemental 1 | Départemental 2 | Départemental 3 | Départemental 4 |                 |
| Hérault                  | Départemental 1 | Départemental 2 | Départemental 3 | Départemental 4 | Départemental 5 |
| Lot                      | Départemental 1 | Départemental 2 | Départemental 3 | Départemental 4 |                 |
| Pyrénées-Orientales      | Départemental 1 | Départemental 2 | Départemental 3 | Départemental 4 |                 |
| Tarn                     | Départemental 1 | Départemental 2 | Départemental 3 | Départemental 4 |                 |
| Tarn-et-Garonne          | Départemental 1 | Départemental 2 | Départemental 3 | Départemental 4 |                 |

| Districts départementaux | Division 6                 | Division 7      |
| ------------------------ | -------------------------- | --------------- |
| Ariège                   |                            |                 |
| Aude                     | Départemental 1 (Foot à 8) |                 |
| Aveyron                  | Départemental 1            | Départemental 2 |
| Gard                     | Départemental 1 (Foot à 8) |                 |
| Lozère                   | Départemental 1 (Foot à 8) |                 |
| Gers                     | Départemental 1            |                 |
| Haute-Garonne            | Départemental 1            |                 |
| Hautes-Pyrénées          |                            |                 |
| Hérault                  | Départemental 1            |                 |
| Lot                      | Départemental 1            |                 |
| Pyrénées-Orientales      | Départemental 1 (Foot à 8) |                 |
| Tarn                     | Départemental 1            |                 |
| Tarn-et-Garonne          | Départemental 1            |                 |